# 北海道大学新聞会
北海道大学新聞会（ほっかいどうだいがくしんぶんかい）は、かつてあった北海道大学の公認学生サークルであった団体。

## 概要
1926年5月14日に「北海道帝国大学新聞」として創刊する。創刊号は、「本学創基の恩人クラーク先生の胸像成る」という見出しがついて、札幌農学校創設50周年とクラーク博士像の完成を伝える内容であった。太平洋戦争の時代は、「今ぞ示さん皇国の力」の見出しが出ていた。
1945年の終戦後も、1～3か月に1回の割合で、発行していた。部員は2000年時点で20人いたが、2007年には発行が途絶えた。
2007年に休刊する。2011年4月号で復刊を果たすものの、復刊4号目の1032号をもって最終号となっていた。
しかし2018年4月、有志により再び復刊。このとき、発行元の名称が北海道大学新聞編集部に改められた。
出身者には藤倉善郎などがいる。